# Onthophagus tarsius
Onthophagus tarsius es una especie de insecto del género Onthophagus, familia Scarabaeidae, orden Coleoptera.
Fue descrita científicamente por Arrow en 1941.